# Europe (formație)
Europe este o formație rock suedeză, fondată în anul 1979 sub numele "Force", de către vocalistul Joey Tempest, chitaristul John Norum, basistul Peter Olsson și bateristul Tony Reno. De la formarea sa, Europe a lansat 9 albume de studio, 3 albume live, 3 albume compilație și 19 videoclipuri. Muzica pe care o interpretează este un rock asociat cu glam metal și cu elemente de heavy metal și hard rock. 
Europe a cunoscut faima internațională în anii 1980, o dată cu cel de-al treilea lor album The Final Countdown (1986), care a devenit un succes comercial substanțial, înregistrând vânzări de peste 3 milioane de copii doar în Statele Unite. Europe a fost una din cele mai de succes formații și artiști rock din anii 1980, cu vânzări de peste 20 de milioane de albume în lumea întreagă. Formația a intrat cu două albume în Top 20 al clasamentului Billboard 200 (The Final Countdown  și Out of This World) și cu două single-uri în Top 10 din Billboard Hot 100 ("The Final Countdown" și "Carrie").
Europe și-a întrerupt activitatea în 1992, reunindu-se temporar în 1999 pentru un concert la Stockholm, și anunțând reunirea oficială în 2003. De atunci formația a lansat patru albume, Start from the Dark (2004), Secret Society (2006), Last Look at Eden (2009) și Bag of Bones pe 18 aprilie 2012.

## Membrii formației
Membri actuali
- Joey Tempest - vocal, chitară ritmică și acustică, clape (1979–1992, 1999, 2003–prezent)
- John Norum - chitare, back vocal (1979–1986, 1999, 2003–prezent)
- John Levén - bas, back vocal (1981, 1981–1992, 1999, 2003–prezent)
- Mic Michaeli - clape, pian, back vocal, chitară ritmică (1984–1992, 1999, 2003–prezent)
- Ian Haugland - baterie, percuție, back vocal (1984–1992, 1999, 2003–prezent)

Foști membri
- Tony Reno - baterie, percuție (1979–1984)
- Peter Olsson - bas (1979–1981)
- Marcel Jacob - bas (1981; died 2009)
- Kee Marcello - chitare, back vocal (1986–1992, 1999)

## Discografie

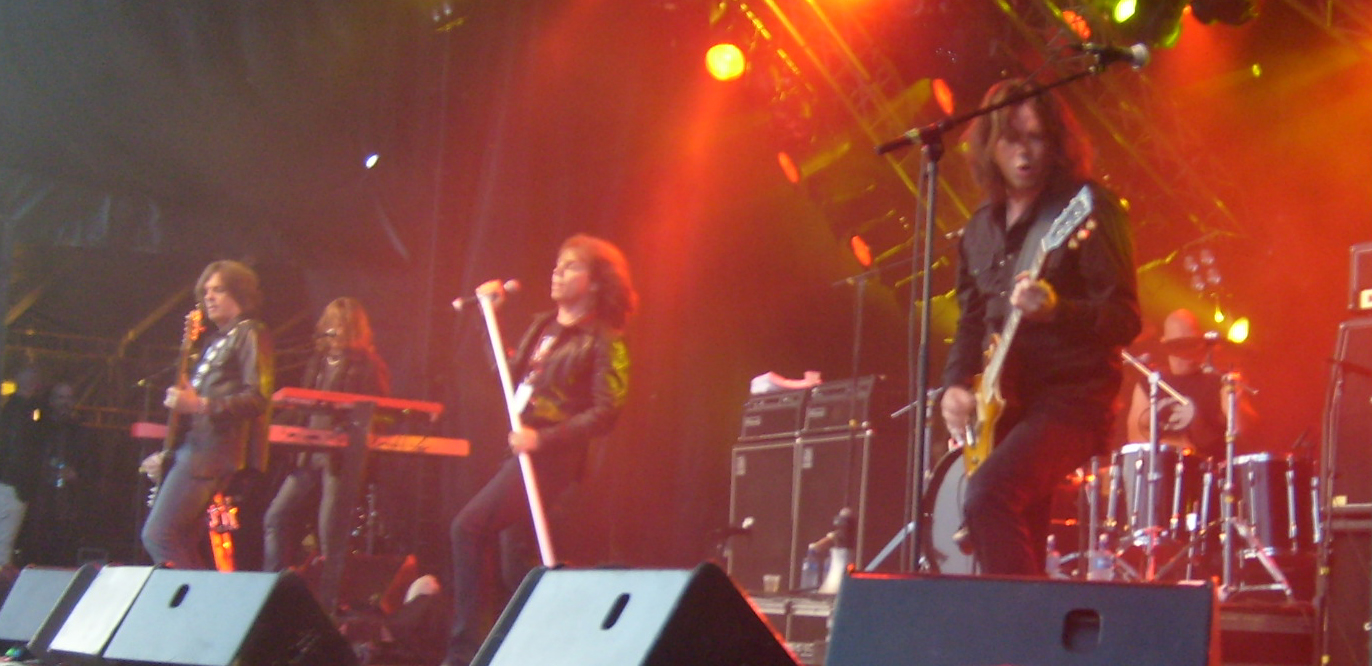
Europe în Lakselv, Norvegia, 2008

| An   | Titlu                 | Casa de discuri   |
| ---- | --------------------- | ----------------- |
| 1983 | Europe                | Hot Records       |
| 1984 | Wings of Tomorrow     | Hot Records       |
| 1986 | The Final Countdown   | Epic Records      |
| 1988 | Out of This World     | Epic Records      |
| 1991 | Prisoners in Paradise | Epic Records      |
| 2004 | Start from the Dark   | Sanctuary Records |
| 2006 | Secret Society        | Sanctuary Records |
| 2009 | Last Look at Eden     | earMUSIC          |
| 2012 | Bag of Bones          | earMUSIC          |
| 2015 | War of Kings          | UDR               |
| 2017 | Walk the Earth        | Hell & Back       |